# Arnold Strongman Classic
Arnold Strongman Classic – doroczne, indywidualne zawody siłaczy organizowane od 2002 r. w mieście Columbus (stan Ohio, USA) przez Arnolda Schwarzeneggera. Są częścią The Arnold Sports Festival, a rozgrywane są w końcu lutego lub na początku marca. Do udziału w tych elitarnych zawodach zapraszani są najlepsi, światowi zawodnicy. Główną nagrodą do roku 2007, za zajęcie pierwszego miejsca, był samochód hummer. Zwycięzca otrzymuje statuetkę z wizerunkiem kanadyjskiego siłacza, Louisa Cyra. Zawody trwają dwa dni i są to jedne z najbardziej prestiżowych na świecie zawodów siłaczy. Dodatkową atrakcją są bardzo wysokie nagrody pieniężne.
Konkurencje w Arnold Strongman Classic są przygotowane tak, aby zawodnicy użyli maksymalnej, czystej siły. Niedozwolone jest używanie klejów i elastycznych kostiumów. Ciężary i obciążenia są ogromne, a dominują konkurencje statyczne.
Od samego początku zawodów zmieniała się wielokrotnie ich nazwa, jednak ostatecznie w 2006 r. utrwaliła się obecna, Arnold Strongman Classic.
Niepokonanym zawodnikiem jest Litwin Žydrūnas Savickas, który wygrał już od pierwszego startu w 2003 roku, a następnie wygrał również wszystkie pozostałe zawody, w których wziął udział, tj. w latach 2004, 2005, 2006, 2007 i 2008.

## Polacy w Arnold Strongman Classic
| Rok  | Zawodnik              | Miejsce |
| ---- | --------------------- | ------- |
| 2003 | Mariusz Pudzianowski  | 4.      |
| 2004 | Mariusz Pudzianowski  | 5.      |
| 2006 | Mariusz Pudzianowski  | 6.      |
| 2013 | Krzysztof Radzikowski | 4.      |
| 2014 | Krzysztof Radzikowski | 10.     |
| 2015 | Mateusz Kieliszkowski | 3.      |
| 2016 | Mateusz Kieliszkowski | 4.      |
| 2017 | Mateusz Kieliszkowski | 4.      |
| 2018 | Mateusz Kieliszkowski | 4.      |
| 2018 | Mateusz Ostaszewski   | 10.     |
| 2019 | Mateusz Kieliszkowski | 3.      |
| 2020 | Mateusz Kieliszkowski | 2.      |
| 2023 | Mateusz Kieliszkowski | 2.      |
| 2024 | Mateusz Kieliszkowski | 2.      |
| 2024 | Oskar Ziółkowski      | 10.     |

- Wyniki

## Zwycięzcy zawodów Arnold Strongman Classic
| Rok  | Zawodnik                                         | Kraj              |
| ---- | ------------------------------------------------ | ----------------- |
| 2002 | Mark Henry                                       | Stany Zjednoczone |
| 2003 | Žydrūnas Savickas                                | Litwa             |
| 2004 | Žydrūnas Savickas                                | Litwa             |
| 2005 | Žydrūnas Savickas                                | Litwa             |
| 2006 | Žydrūnas Savickas                                | Litwa             |
| 2007 | Žydrūnas Savickas                                | Litwa             |
| 2008 | Žydrūnas Savickas                                | Litwa             |
| 2009 | Derek Poundstone                                 | Stany Zjednoczone |
| 2010 | Derek Poundstone                                 | Stany Zjednoczone |
| 2011 | Brian Shaw                                       | Stany Zjednoczone |
| 2012 | Mike Jenkins                                     | Stany Zjednoczone |
| 2013 | Vytautas Lalas                                   | Litwa             |
| 2014 | Žydrūnas Savickas                                | Litwa             |
| 2015 | Brian Shaw                                       | Stany Zjednoczone |
| 2016 | Žydrūnas Savickas                                | Litwa             |
| 2017 | Brian Shaw                                       | Stany Zjednoczone |
| 2018 | Hafþór Júlíus Björnsson                          | Islandia          |
| 2019 | Hafþór Júlíus Björnsson                          | Islandia          |
| 2020 | Hafþór Júlíus Björnsson                          | Islandia          |
| 2021 | Zawody się nie odbyły z powodu pandemii COVID-19 |                   |
| 2022 | Martins Licis                                    | Stany Zjednoczone |
| 2023 | Mitchell Hooper                                  | Kanada            |
| 2024 | Mitchell Hooper                                  | Kanada            |
| 2025 | Mitchell Hooper                                  | Kanada            |

## Konkurencje w Arnold Strongman Classic
- Koła Apollona (Apollon’s Wheels) – sztanga podnoszona z ziemi ponad głowę, do wyprostowania rąk. Wymiary sztangi: stała masa 366 funtów, średnica gryfu 1,93 cala, średnica kół 26 cali. Konkurencja na największą liczbę powtórzeń.
- Martwy ciąg (Deadlift). Masa od 665 funtów, wzrastająca. Konkurencja na największą liczbę powtórzeń z maksymalnym obciążeniem.
- Pchanie samochodu hummer (Hummer Push). Długość trasy 40 stóp, masa auta około 8000 funtów. Konkurencja na najlepszy czas.
- Przenoszenie nosidła z drewna (Timber Carry) – kloce drewna połączone w ramę z uchwytami. Masa: 815 funtów (2002 r.) i 865 funtów (pozostałe lata). Zawodnik startuje na płaskiej podłodze, a następnie wchodzi na rampę wznoszącą się o jeden cal na stopę odległości. Długość rampy 40 stóp, czas 30 sekund. Nie wolno używać pasków do uchwytu. Konkurencja na najlepszy czas.
- Podrzut piłki lekarskiej (Medicine Ball Toss) – zawodnik wyrzuca pionowo piłkę, tak aby dotknęła zawieszonej poziomo nad głową i podnoszonej sklejki. Masa kuli 50 funtów, początkowa wysokość 12 stóp. Konkurencja na najwyższy podrzut.
- Młot siły (Hammer of Strength)
- Spacer buszmena (Heavy Yoke)
- Podnoszenie hantla cyrkowego (Circus Dumbbell Lift)
- Podnoszenie kuli ponad poprzeczkę (Manhood Stones)
- Rzut odważnikiem na wysokość (Weight Throw)

## Rok 2002: Arnold Classic Strongman Competition
Data: 22, 23 lutego 2002 r.
WYNIKI ZAWODÓW:
| Miejsce | Zawodnik           | Kraj              | Punkty | Nagroda           |
| ------- | ------------------ | ----------------- | ------ | ----------------- |
| 1.      | Mark Henry         | Stany Zjednoczone | 25     | Hummer + $ 10 000 |
| 2.      | Svend Karlsen      | Norwegia          | 22,5   | $ 15 000          |
| 3.      | Phil Pfister       | Stany Zjednoczone | 21,5   | $ 10 000          |
| 4.      | Mark Philippi      | Stany Zjednoczone | 20     | $ 5000            |
| 5.      | Andy Bolton        | Anglia            | 16     | $ 3500            |
| 5.      | Raimonds Bergmanis | Łotwa             | 16     | $ 3500            |
| 7.      | Brad Gillingham    | Stany Zjednoczone | 13     | $ 2000            |
| 8.      | Brian Schoonveld   | Stany Zjednoczone | 10     | $ 1000            |

## Rok 2003: Arnold’s Strength Summit
Data: 28 lutego, 1 marca 2003 r.
WYNIKI ZAWODÓW:
| Miejsce | Zawodnik             | Kraj              | Punkty | Nagroda           |
| ------- | -------------------- | ----------------- | ------ | ----------------- |
| 1.      | Žydrūnas Savickas    | Litwa             | 28,5   | Hummer + $ 15 000 |
| 2.      | Svend Karlsen        | Norwegia          | 26,5   | $ 15 000          |
| 3.      | Raimonds Bergmanis   | Łotwa             | 17,5   | $ 10 000          |
| 4.      | Mariusz Pudzianowski | Polska            | 15,5   | $ 5000            |
| 5.      | Steve Kirit          | Stany Zjednoczone | 14,5   | $ 4000            |
| 6.      | Phil Pfister         | Stany Zjednoczone | 14     | $ 2500            |
| 6.      | Zdeněk Sedmík        | Czechy            | 14     | $ 2500            |
| 8.      | Brad Gillingham      | Stany Zjednoczone | 13,5   | $ 1000            |

## Rok 2004: Arnold’s Strongest Man
Data: 5, 6 marca 2004 r.
WYNIKI ZAWODÓW:
| Miejsce | Zawodnik             | Kraj              | Punkty | Nagroda              |
| ------- | -------------------- | ----------------- | ------ | -------------------- |
| 1.      | Žydrūnas Savickas    | Litwa             | 43     | Hummer H2 + $ 16 000 |
| 2.      | Svend Karlsen        | Norwegia          | 39,5   | $ 15 000             |
| 3.      | Raimonds Bergmanis   | Łotwa             | 33,5   | $ 12 000             |
| 4.      | Mark Philippi        | Stany Zjednoczone | 33     | $ 6000               |
| 5.      | Mariusz Pudzianowski | Polska            | 30     | $ 5000               |
| 6.      | Wasyl Wirastiuk      | Ukraina           | 27     | $ 4000               |
| 7.      | Brian Schoonveld     | Stany Zjednoczone | 21     | $ 3000               |
| 8.      | Anders Johansson     | Szwecja           | 20,5   | $ 2000               |
| 9.      | Steve Kirit          | Stany Zjednoczone | 14,5   | $ 1500               |
| 10.     | István Árvai         | Węgry             | 13,5   | $ 1000               |

## Rok 2005: Arnold’s Strongest Man
Data: 4, 5 marca 2005 r.
WYNIKI ZAWODÓW:
| Miejsce | Zawodnik          | Kraj              | Punkty | Nagroda           |
| ------- | ----------------- | ----------------- | ------ | ----------------- |
| 1.      | Žydrūnas Savickas | Litwa             | 46     | Hummer + $ 16 000 |
| 2.      | Wasyl Wirastiuk   | Ukraina           | 41     | $ 15 000          |
| 3.      | Glenn Ross        | Irlandia Północna | 39,5   | $ 12 000          |
| 4.      | Mark Philippi     | Stany Zjednoczone | 35     | $ 6000            |
| 5.      | Brian Siders      | Stany Zjednoczone | 34,5   | $ 5000            |
| 6.      | Svend Karlsen     | Norwegia          | 33,5   | $ 4000            |
| 7.      | Van Hatfield      | Stany Zjednoczone | 32     | $ 3000            |
| 8.      | Karl Gillingham   | Stany Zjednoczone | 28     | $ 2000            |
| 9.      | Hugo Girard       | Kanada            | 23     | $ 1500            |
| 10.     | Magnus Samuelsson | Szwecja           | 14,5   | $ 1000            |

## Rok 2006: Arnold Strongman Classic
Data: 3, 4 marca 2006 r.
WYNIKI ZAWODÓW:
| Miejsce | Zawodnik             | Kraj              | Punkty | Nagroda |
| ------- | -------------------- | ----------------- | ------ | ------- |
| 1.      | Žydrūnas Savickas    | Litwa             | 53,5   | Hummer  |
| 2.      | Wasyl Wirastiuk      | Ukraina           | 45     | ?       |
| 3.      | Michaił Koklajew     | Rosja             | 38,5   | ?       |
| 4.      | Phil Pfister         | Stany Zjednoczone | 37,5   | ?       |
| 5.      | Benedikt Magnússon   | Islandia          | 35,5   | ?       |
| 6.      | Mariusz Pudzianowski | Polska            | 35     | ?       |
| 7.      | Brian Siders         | Stany Zjednoczone | 32,5   | ?       |
| 8.      | Raimonds Bergmanis   | Łotwa             | 23,5   | ?       |
| 9.      | Dominic Filiou       | Kanada            | 15,5   | ?       |
| 10.     | Glenn Ross           | Irlandia Północna | 13,5   | ?       |

## Rok 2007: Arnold Strongman Classic
Data: 2 – 4 marca 2007 r.
WYNIKI ZAWODÓW:
| Miejsce | Zawodnik          | Kraj              | Punkty | Nagroda |
| ------- | ----------------- | ----------------- | ------ | ------- |
| 1.      | Žydrūnas Savickas | Litwa             | 52     | Hummer  |
| 2.      | Wasyl Wirastiuk   | Ukraina           | 48     | ?       |
| 3.      | Andrus Murumets   | Estonia           | 38,5   | ?       |
| 4.      | Phil Pfister      | Stany Zjednoczone | 36     | ?       |
| 5.      | Michaił Koklajew  | Rosja             | 33     | ?       |
| 5.      | Ołeksandr Pekanow | Ukraina           | 33     | ?       |
| 7.      | Brian Siders      | Stany Zjednoczone | 28,5   | ?       |
| 8.      | Steve MacDonald   | Stany Zjednoczone | 23     | ?       |
| 9.      | Karl Gillingham   | Stany Zjednoczone | 19     | ?       |
| 10.     | Travis Ortmayer   | Stany Zjednoczone | 17     | ?       |

## Rok 2008: Arnold Strongman Classic
Data: 29 lutego, 1 marca 2008 r.
WYNIKI ZAWODÓW:
| Miejsce | Zawodnik           | Kraj              | Punkty             | Nagroda  |
| ------- | ------------------ | ----------------- | ------------------ | -------- |
| 1.      | Žydrūnas Savickas  | Litwa             | 50,5               | $ 40 000 |
| 2.      | Derek Poundstone   | Stany Zjednoczone | 41,5               | $ 20 000 |
| 3.      | Michaił Koklajew   | Rosja             | 37                 | $ 15 000 |
| 4.      | Andrus Murumets    | Estonia           | 36,5               | $ 10 000 |
| 5.      | Benedikt Magnússon | Islandia          | 34                 | $ 7000   |
| 5.      | Brian Siders       | Stany Zjednoczone | 34                 | $ 7000   |
| 7.      | Phil Pfister       | Stany Zjednoczone | 32                 | $ 5000   |
| 8.      | Ołeksandr Pekanow  | Ukraina           | 28                 | $ 3000   |
| 9.      | Van Hatfield       | Stany Zjednoczone | 24                 | $ 2000   |
| 10.     | Wasyl Wirastiuk    | Ukraina           | 8,5 (kontuzjowany) | $ 1000   |

## Rok 2009: Arnold Strongman Classic
Data: 6, 7 marca 2009 r.
WYNIKI ZAWODÓW:
| Miejsce | Zawodnik          | Kraj              | Punkty | Nagroda  |
| ------- | ----------------- | ----------------- | ------ | -------- |
| 1.      | Derek Poundstone  | Stany Zjednoczone | 47     | $ 40 000 |
| 2.      | Michaił Koklajew  | Rosja             | 46     | $ 20 000 |
| 3.      | Travis Ortmayer   | Stany Zjednoczone | 39,5   | $ 15 000 |
| 4.      | Vidas Blekaitis   | Litwa             | 38     | $ 10 000 |
| 5.      | Phil Pfister      | Stany Zjednoczone | 36,5   | $ 8000   |
| 6.      | Brian Siders      | Stany Zjednoczone | 34     | $ 6000   |
| 7.      | Andrus Murumets   | Estonia           | 32     | $ 5000   |
| 8.      | Ervin Katona      | Serbia            | 29     | $ 3000   |
| 9.      | Ołeksandr Pekanow | Ukraina           | 17     | $ 2000   |
| 10.     | Dave Ostlund      | Stany Zjednoczone | 10     | $ 1000   |

## Rok 2024: Arnold Strongman Classic
Data: 2, 3 marca 2024 r.
WYNIKI ZAWODÓW:
| Miejsce | Zawodnik              | Kraj              | Punkty | Nagroda  |
| ------- | --------------------- | ----------------- | ------ | -------- |
| 1.      | Mitchell Hooper       | Kanada            | 52     | $ 80 000 |
| 2.      | Mateusz Kieliszkowski | Polska            | 40.5   | $ 25 000 |
| 3.      | Tom Stoltman          | Szkocja           | 38,5   | $ 20 000 |
| 4.      | Hafthór Björnsson     | Islandia          | 38     | $ 15 000 |
| 5.      | Bobby Thompson        | Stany Zjednoczone | 32     | $ 13 000 |
| 6.      | Oleksii Novikov       | Ukraina           | 25     | $ 8 000  |
| 7.      | Evan Singleton        | Stany Zjednoczone | 24     | $ 7 000  |
| 8.      | Martins Licis         | Stany Zjednoczone | 23     | $ 6 000  |
| 9.      | Thomas Evans          | Stany Zjednoczone | 10     | $ 5 000  |
| 10.     | Oskar Ziółkowski      | Polska            | 8      | $ 3 000  |
| 11.     | Maxime Boudreault     | Kanada            | –      | ?        |